# Saint-Léonard (Marne)
Pour les articles homonymes, voir Saint-Léonard.
Saint-Léonard est une commune française, située dans le département de la Marne en région Grand Est.

## Géographie
La commune fait partie de l'agglomération de Reims. Malgré sa population modeste, c'est donc une commune urbaine.

### Communes limitrophes
Les communes limitrophes sont Cernay-lès-Reims, Puisieulx, Reims et Taissy.
|       | Cernay-lès-Reims |           |
| Reims | Saint-Léonard    | Puisieulx |
|       | Taissy           |           |

### Transports
La commune est desservie par le réseau de transports en commun de l'aggloméation CITURA grâce à la ligne de transport à la demande   TAD Sud-Est  qui la relie au centre commercial de Cormontreuil et aux arrêts Sabine, Chemin de Léonard et Opéra situés à Reims.
À moins d'un kilomètre de la commune se trouve aussi l'arrêt Chemin de Léonard situé sur la commune de Reims et desservi par la ligne  bus  17  (Saint-Timothée ↔ Z.I. Pompelle).

### Hydrographie

#### Réseau hydrographique
La commune est dans la région hydrographique « la Seine du confluent de l'Oise (inclus) à l'embouchure » au sein du bassin Seine-Normandie. Elle est drainée par le canal de la Marne à l'Aisne,.
Depuis 1866, le canal de l'Aisne à la Marne reliant Berry-au-Bac à Condé-sur-Marne permet à Reims d'avoir un accès à la Marne à partir des canaux de l'Aisne. Construit à partir du 9 mars 1842, ce canal à bief de partage possède une longueur de 58 km et a permis, lorsque cette voie maritime a été reliée en 1861 par le canal de la Marne au Rhin, de former une grande ligne de navigation qui permit de relier Strasbourg à Lille en passant par le Rhin. Il est mis au gabarit Freycinet entre 1878 et 1883,. 

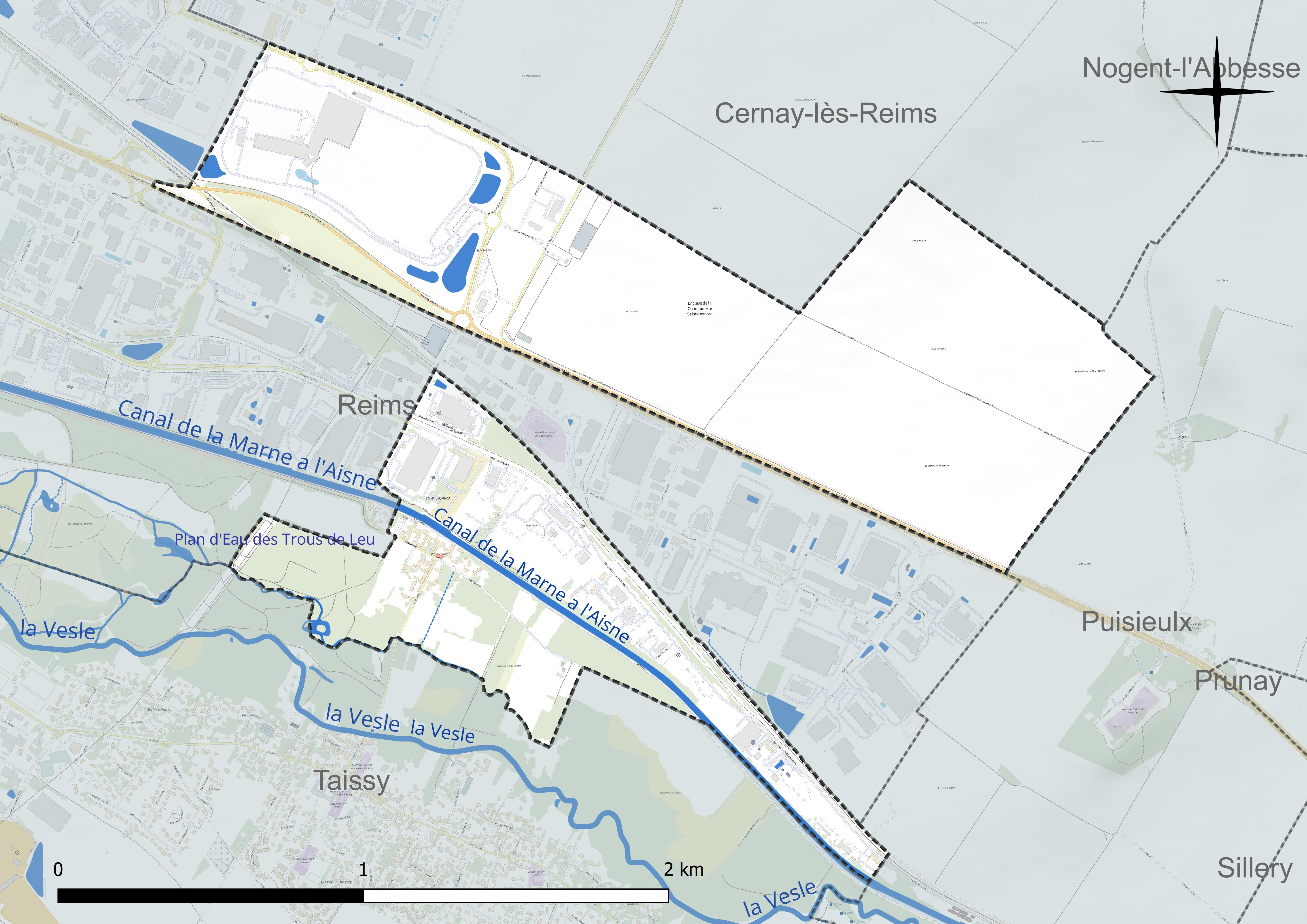
Réseau hydrographique de Saint-Léonard.

#### Gestion et qualité des eaux
Le territoire communal est couvert par le schéma d'aménagement et de gestion des eaux (SAGE) « Aisne Vesle Suippe ». Ce document de planification, dont le territoire s’étend sur 3 096 km2 répartis sur trois départements (Aisne, Marne et Ardennes) et deux régions (Champagne-Ardenne et Picardie), a été approuvé le 16 décembre 2013. La structure porteuse de l'élaboration et de la mise en œuvre est le Syndicat d’aménagement des bassins Aisne Vesle Suippe (SIABAVES). 
La qualité des cours d’eau peut être consultée sur un site dédié géré par les agences de l’eau et l’Agence française pour la biodiversité. 

### Climat
Pour des articles plus généraux, voir Climat du Grand Est et Climat de la Marne.
En 2010, le climat de la commune est de type climat océanique dégradé des plaines du Centre et du Nord, selon une étude du Centre national de la recherche scientifique s'appuyant sur une série de données couvrant la période 1971-2000. En 2020, Météo-France publie une typologie des climats de la France métropolitaine dans laquelle la commune est exposée à un climat océanique altéré et est dans la région climatique  Nord-est du bassin Parisien, caractérisée par un ensoleillement médiocre, une pluviométrie moyenne régulièrement répartie au cours de l’année et un hiver froid (3 °C). 
Pour la période 1971-2000, la température annuelle moyenne est de 10,4 °C, avec une amplitude thermique annuelle de 16 °C. Le cumul annuel moyen de précipitations est de 670 mm, avec 10,8 jours de précipitations en janvier et 8,5 jours en juillet. Pour la période 1991-2020, la température moyenne annuelle observée sur la station météorologique de Météo-France la plus proche, « Mailly-civc », sur la commune de Mailly-Champagne à 7 km à vol d'oiseau, est de 11,2 °C et le cumul annuel moyen de précipitations est de 755,5 mm. 
La température maximale relevée sur cette station est de 39,8 °C, atteinte le 25 juillet 2019 ; la température minimale est de −20 °C, atteinte le 16 janvier 1985,,. 
Les paramètres climatiques de la commune ont été estimés pour le milieu du siècle (2041-2070) selon différents scénarios d'émission de gaz à effet de serre à partir des nouvelles projections climatiques de référence DRIAS-2020. Ils sont consultables sur un site dédié publié par Météo-France en novembre 2022.

## Urbanisme

### Typologie
Au 1er janvier 2024, Saint-Léonard est catégorisée commune rurale à habitat dispersé, selon la nouvelle grille communale de densité à sept niveaux définie par l'Insee en 2022.
Elle appartient à l'unité urbaine de Reims, une agglomération intra-départementale regroupant neuf  communes, dont elle est une commune de la banlieue,,. Par ailleurs la commune fait partie de l'aire d'attraction de Reims, dont elle est une commune de la couronne,. Cette aire, qui regroupe 294 communes, est catégorisée dans les aires de 200 000 à moins de 700 000 habitants,.

### Occupation des sols
L'occupation des sols de la commune, telle qu'elle ressort de la base de données européenne d’occupation biophysique des sols Corine Land Cover (CLC), est marquée par l'importance des territoires agricoles (53,2 % en 2018), en diminution par rapport à 1990 (72,6 %). La répartition détaillée en 2018 est la suivante : 
terres arables (46,5 %), zones industrielles ou commerciales et réseaux de communication (24,7 %), mines, décharges et chantiers (16,6 %), zones agricoles hétérogènes (6,8 %), forêts (5,4 %). L'évolution de l’occupation des sols de la commune et de ses infrastructures peut être observée sur les différentes représentations cartographiques du territoire : la carte de Cassini (XVIIIe siècle), la carte d'état-major (1820-1866) et les cartes ou photos aériennes de l'IGN pour la période actuelle (1950 à aujourd'hui).

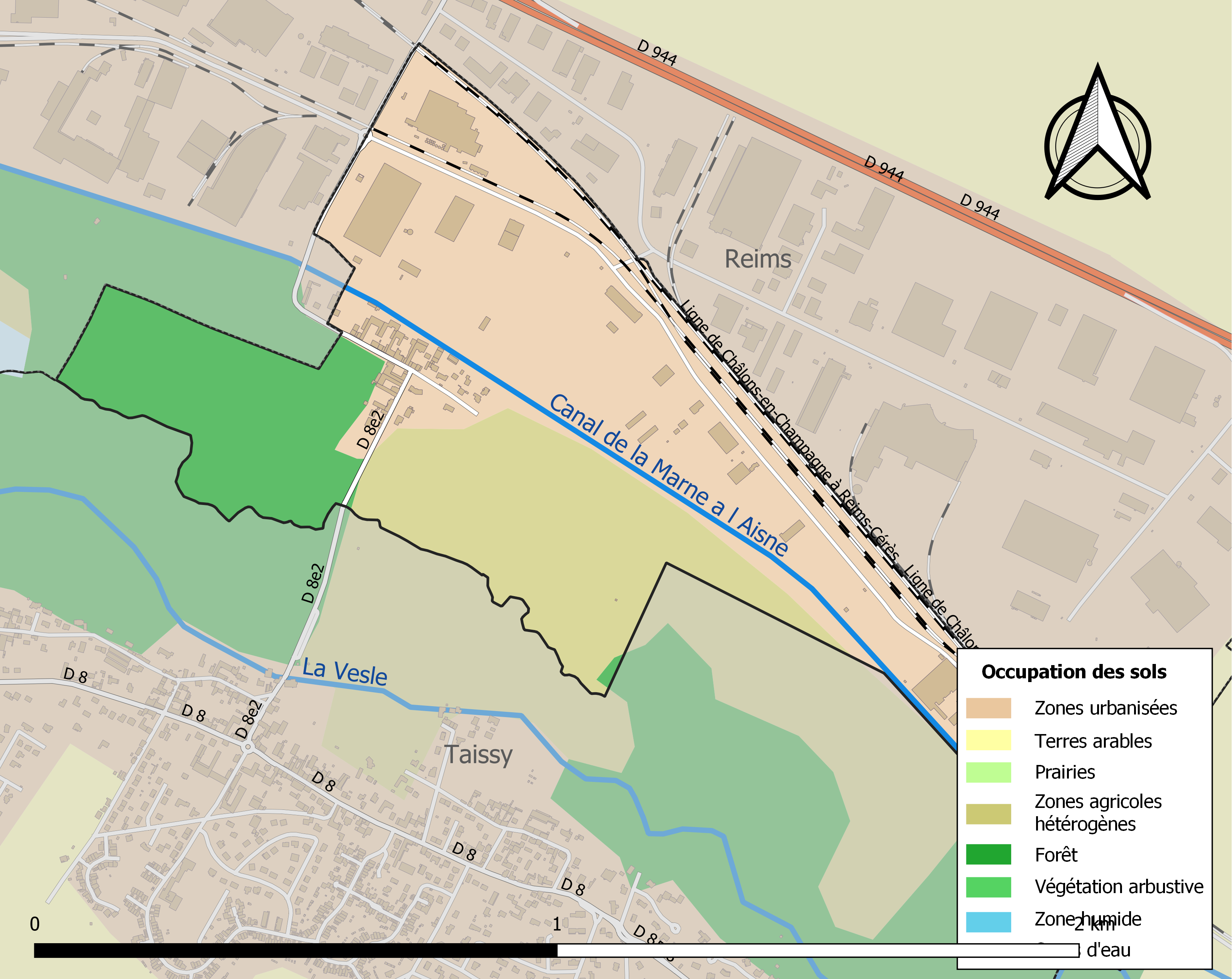
Carte des infrastructures et de l'occupation des sols de la commune en 2018 (CLC).

## Toponymie
Le nom de la localité est attesté sous les formes Sanctus Leonardus (vers 1263) ; Sanctus Leonardus extra Remis (1290) ; Saint-Liénart (commencement du XIVe siècle) ; Saint-Linart (1328) ; Ecclesia Beati Leonardi de Bellovisu (1354) ; Saint-Lyénart (1374) ; Sanctus Leonardus prope Remis (1413) ; Saint-Liénart-lez-Reins (1432) ; Saint-Léonard-lez-Reins (1547) ; Louvesle (1794).

Saint-Léonard est un hagiotoponyme qui fait référence à Léonard de Noblat, disciple de Remi de Reims au Ve siècle. 

## Histoire
Au cours de la Révolution française, la commune porta provisoirement le nom de Louvesle.

## Politique et administration

### Liste des maires
| Période                                  | Période                       | Identité         | Étiquette           | Qualité                        |
| ---------------------------------------- | ----------------------------- | ---------------- | ------------------- | ------------------------------ |
| Les données manquantes sont à compléter. |                               |                  |                     |                                |
|                                          | 1876                          | Bernard          |                     |                                |
| 1879                                     |                               | Dupont           |                     |                                |
| 1965                                     | 2001                          | Maurice Pignolet |                     |                                |
| 2001                                     | 2014                          | Jean-Paul Michau |                     |                                |
| 2014                                     | 2023                          | Cédric Chevalier | NC/LC puis Horizons | Sénateur depuis septembre 2023 |
| 2023                                     | En cours (au 14 février 2025) | Michèle Renard   |                     |                                |

### Intercommunalité
La commune, antérieurement membre de la communauté de communes de Taissy, est membre depuis le 1er janvier 2013 de la communauté d'agglomération de Reims Métropole.
En effet, conformément aux prévisions du schéma départemental de coopération intercommunale (SDCI) de la Marne du 15 décembre 2011,, la communauté de communes de Taissy a fusionné avec l'ancienne Communauté d'agglomération Reims Métropole pour former le 1er janvier 2013 la nouvelle communauté d'agglomération de Reims Métropole à laquelle se sont jointes les communes de Champigny, Sillery et Cernay-lès-Reims.

## Population et société

### Démographie
L'évolution du nombre d'habitants est connue à travers les recensements de la population effectués dans la commune depuis 1793. Pour les communes de moins de 10 000 habitants, une enquête de recensement portant sur toute la population est réalisée tous les cinq ans, les populations de référence des années intermédiaires étant quant à elles estimées par interpolation ou extrapolation. Pour la commune, le premier recensement exhaustif entrant dans le cadre du nouveau dispositif a été réalisé en 2007.

En 2022, la commune comptait 100 habitants, en évolution de −7,41 % par rapport à 2016 (Marne : −1,19 %, France hors Mayotte : +2,11 %).
| 1793 | 1800 | 1806 | 1821 | 1831 | 1836 | 1841 | 1846 | 1851 |
| ---- | ---- | ---- | ---- | ---- | ---- | ---- | ---- | ---- |
| 40   | 58   | 64   | 61   | 65   | 69   | 66   | 66   | 77   |

| 1856 | 1861 | 1866 | 1872 | 1876 | 1881 | 1886 | 1891 | 1896 |
| ---- | ---- | ---- | ---- | ---- | ---- | ---- | ---- | ---- |
| 76   | 75   | 75   | 58   | 63   | 65   | 64   | 58   | 63   |

| 1901 | 1906 | 1911 | 1921 | 1926 | 1931 | 1936 | 1946 | 1954 |
| ---- | ---- | ---- | ---- | ---- | ---- | ---- | ---- | ---- |
| 64   | 70   | 56   | 62   | 58   | 70   | 73   | 55   | 64   |

| 1962 | 1968 | 1975 | 1982 | 1990 | 1999 | 2006 | 2007 | 2012 |
| ---- | ---- | ---- | ---- | ---- | ---- | ---- | ---- | ---- |
| 58   | 87   | 99   | 86   | 75   | 77   | 87   | 88   | 100  |

| 2017 | 2022 | - | - | - | - | - | - | - |
| ---- | ---- | - | - | - | - | - | - | - |
| 106  | 100  | - | - | - | - | - | - | - |

## Économie
La commune est principalement connue par le fait que le nord de son territoire, par-delà le canal de l'Aisne à la Marne, accueille une zone d'activité qui se situe dans le prolongement de l'Écoparc (zone industrielle à vocation régionale) situé sur la commune de Reims.